# Underkjol
Underkjol (engelska half slip eller petticoat från franska petite cotte, liten kappa) är benämningen på ett tunt damunderplagg. Det används under en vanlig kjol, för att denna skall falla snyggt och ha en tilltalande drapering. 
Underkjolen tillverkas av till exempel nylon, siden, taft eller bomull samt kan vara smyckad med en spetsbård. Styvade underkjolar förekommer även. 

## Historik
Under medeltiden syftade underkjol egentligen på mannens underskjorta. Underkjolen förekom för första gången vid mitten av 1400-talet som en slags vadderad underklänning. Under renässansen var underkjolen en utanpå-kjol, ett slags "för-kläde". När man på 1550-talet började att dela kvinnans kjol framtill, blev underkjolen för första gången synlig. 
Underkjolen blev ett separat plagg på 1830-talet. Den tillverkades ursprungligen av bomull eller linne, senare i taft och siden. Flanell bars på vintern. Färgade underkjolar kom i mitten av 1800-talet. Den knäkorta underkjolen lanserades år 1947. 
Helen Gurley Brown uppmanade i boken Sex and the Single Girl (1962) kvinnor att visa lite av sin underkjol i det eroto-sociala livet.

## Bildgalleri

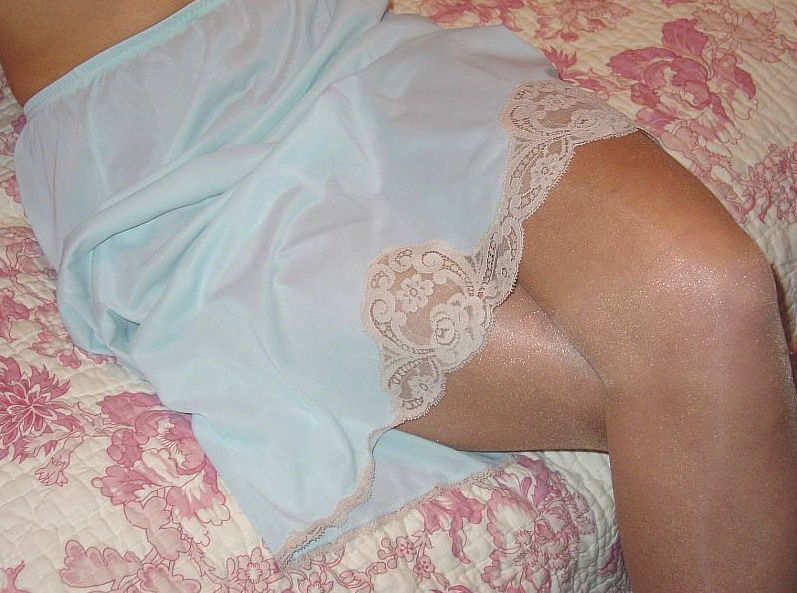
Ljusblå underkjol med écruspets.
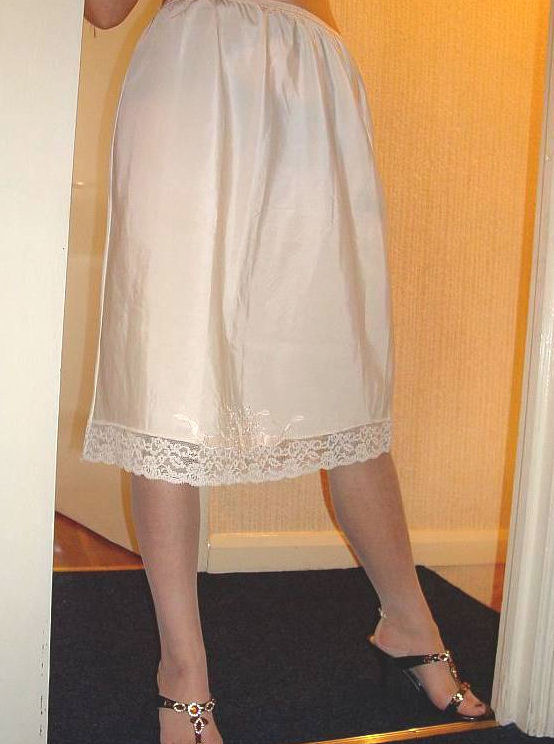
Krämfärgad underkjol i taft.
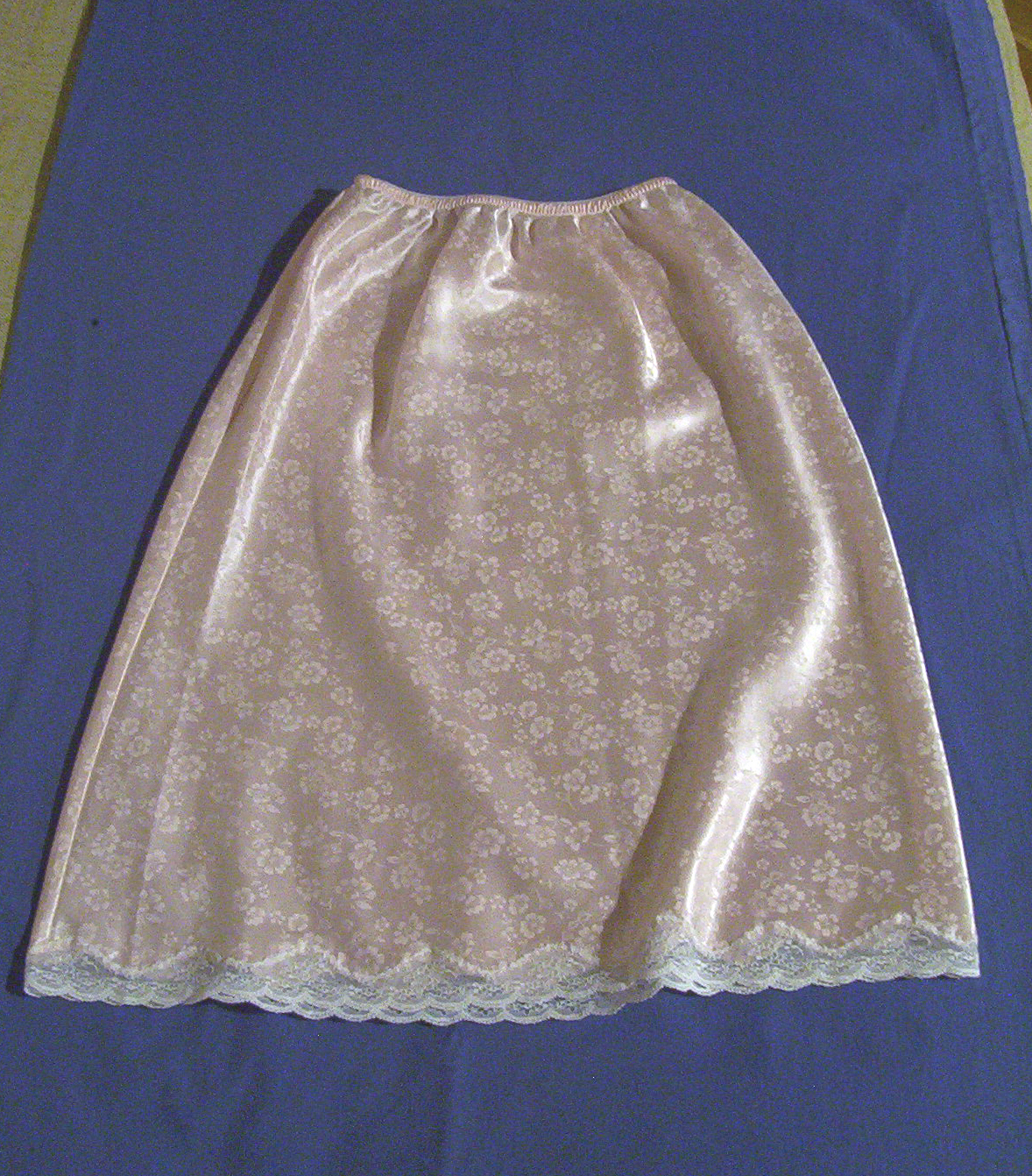
Underkjol från Dior.
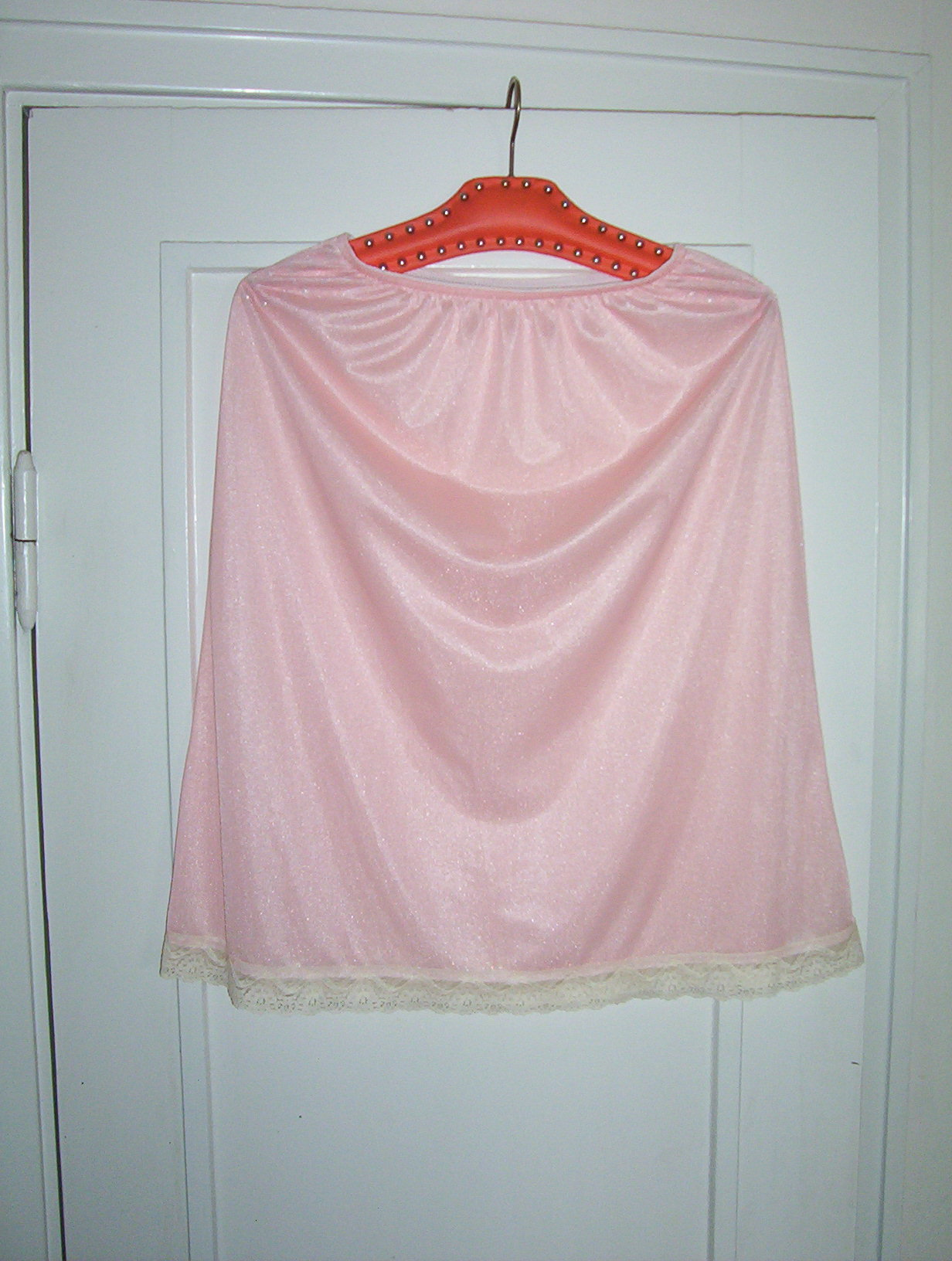
Skär underkjol.
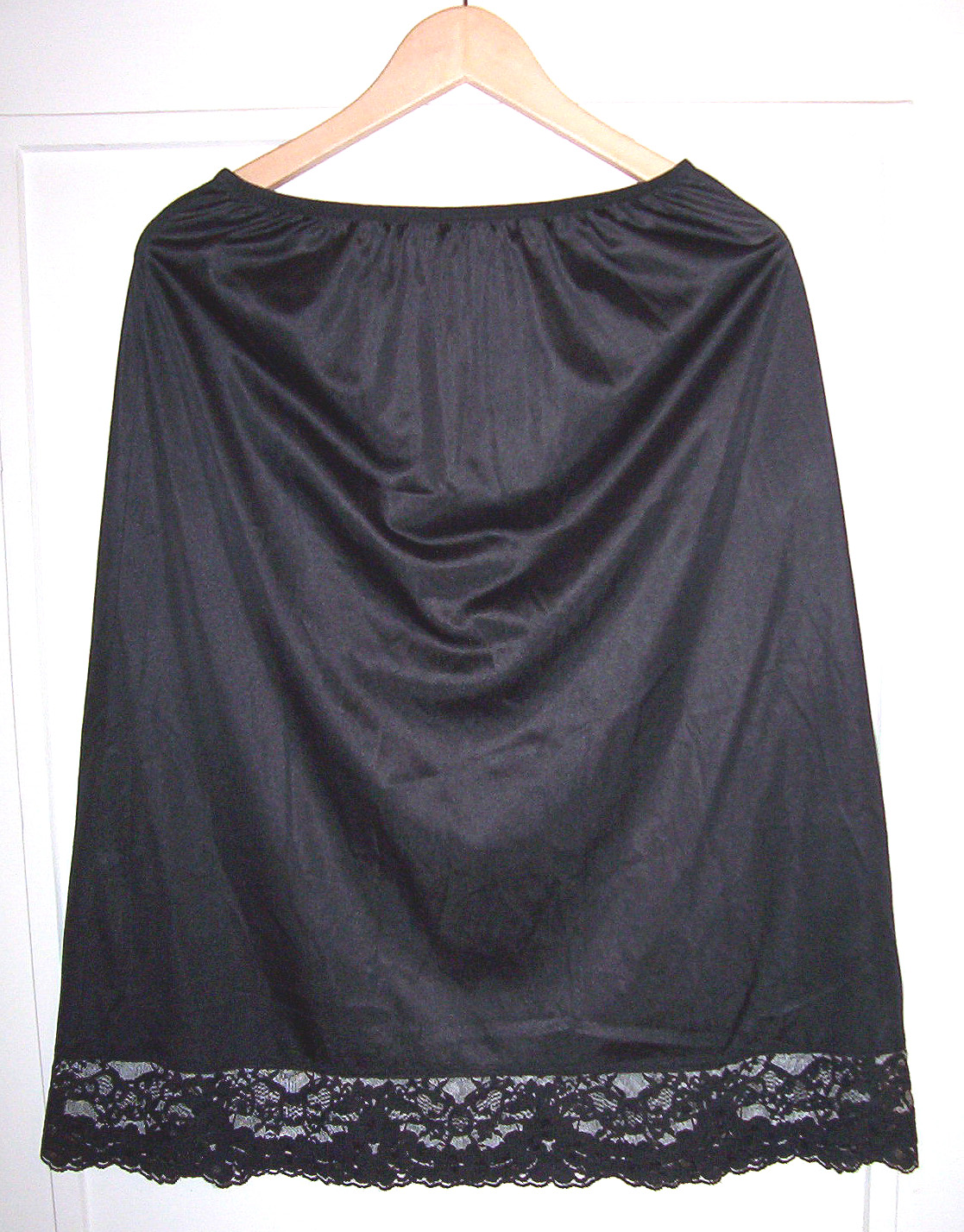
Svart underkjol från Vassarette.
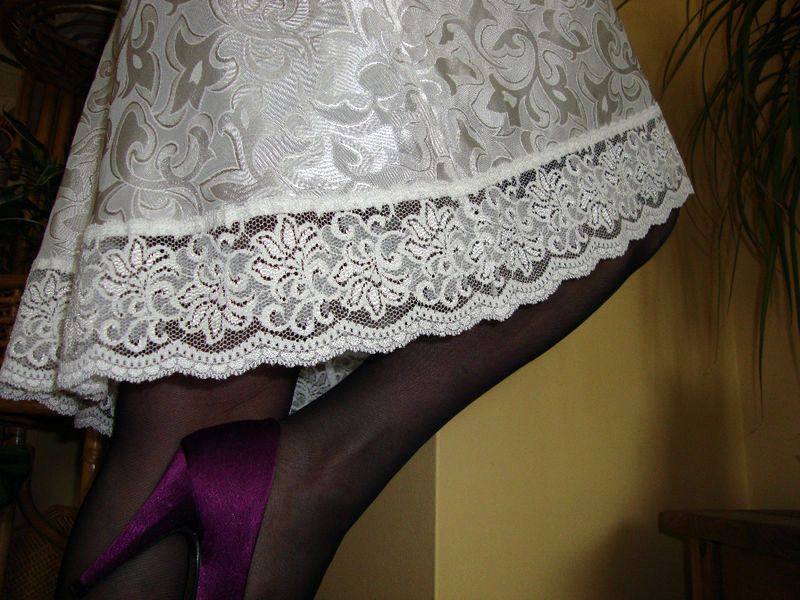
Underkjol med spets.